# Ryann Shane
Ryann Shane – amerykańska aktorka filmowa i serialowa.

## Filmografia
- Na pewno, być może (2008) jako szkolne dziecko[2]
- Amelia Earhart (2009) jako młoda Amelia[2]
- Lights Out (2011) jako Daniella Leary[2]
- Frances Ha (2012) jako płacząca dziewczyna[2]
- Banshee Origins (2013) jako Deva Hopewell[2]
- Banshee (2013–2016) jako Deva Hopewell[2]
- Story of a Girl (2017) jako Deanna[2]
- Prawo i porządek: sekcja specjalna (2012, 2018) jako Mia Morino / Ashley Riggs[2]